# Valérie Guignabodet
Valérie Guignabodet byla francouzská režisérka a scenáristka.
Svou kariéru začala psaním scénářů pro televizi: Dans un grand vent de fleurs, Avocats et associés. Roku 1999 napsala svůj první scénář k celovečernímu filmu: En face, režie Mathias Ledoux.

## Režie
- Monique, 2002, s Albertem Dupontelem
- Mariages!, 2004
- Danse avec lui, 2007, s Mathildou Seignerovou